# Tudor Tănăsescu
Tudor A. Tănăsescu (n. 2 martie 1901, București – d. 7 august 1961, București) a fost un inginer român.

## Biografie
A fost unul dintre fondatorii școlii românești de electronică și radiotehnică
A fost membru corespondent al Academiei Române din 1952.
A fost membru corespondent al Academiei de Științe din România începând cu 3 iunie 1941.
A fost profesor la Institutul Politehnic din București. A elaborat teoria și metodele de proiectare ale amplificatoarelor radio de putere în clasă C.

## Distincții
- Ordinul Muncii clasa a II-a (31 mai 1957) „pentru merite deosebite în muncă, cu ocazia celui de al II-lea Congres al Asociației Științifice a Inginerilor și Tehnicienilor din Republica Populară Romînă”[2]

## Lucrări (selecție)
- „Manual de tuburi electronice” (1955 - 1957)
- „Introducere în electronica industrială” (în colaborare, 1959)
- „Circuite cu tranzistoare” (în colaborare, 1961).